# 矢口哲也
矢口 哲也（やぐち てつや、1971年 - ）は、日本の都市計画家、建築家。学位は博士（建築学）（早稲田大学・2020年）。早稲田大学理工学術院教授。

## 来歴

### 生い立ち
神奈川県生まれ。1993年東京理科大学工学部建築学科卒業。1995年東京工業大学大学院総合理工学研究科社会開発工学専攻修了、鹿島建設入社。2002年カリフォルニア大学バークレー校環境デザイン学部アーバンデザイン専攻修了。

### 都市計画家として
サンフランシスコのEDAW（現AECOM）のアソシエイトプリンシパルを経て、2016年早稲田大学創造理工学部教授。2020年新宿区ユニバーサルデザインまちづくり審議会委員、鶴岡市城下のまち鶴岡将来構想策定委員会委員、気仙沼市新庁舎基本計画策定委員会委員、早稲田大学博士（建築学）。2021年港区景観審議会委員。アメリカ建築家協会日本支部アーバンデザインアワード（AIA Japan Design Award 2018 Honorable Mention for Urban Planning）等受賞。